# 熊遲
熊遲（？—1528年），號兑湖，四川敘州府富順縣人，民籍，明朝政治人物。

## 生平
嘉靖四年（1525年）乙酉科四川鄉試舉人，五年（1526年）聯捷丙戌科三甲第一百五十一名進士，七年（1528年）授湖廣公安縣知縣，在任數月去世。

## 家族
曾祖熊鐸；祖父熊仕廉；父熊載，字汝熙，弘治十一年舉人，階州知州。弟熊通、熊速、熊過（禮部祠祭司郎中）、熊造。富順建有父子登科坊、青雲接步坊。從弟熊迥，嘉靖三十二年進士。